# Lundin Links
Lundin Links è un piccolo villaggio del Fife, Scozia, Regno Unito, noto per il campo da golf, Lundin Golf Club, a 18 buche.
Lundin Links è contiguo a Lower Largo.